# 累西腓/瓜拉拉皮斯-吉尔贝托·弗雷雷国际机场
累西腓/瓜拉拉皮斯-吉尔贝托·弗雷雷国际机场（葡萄牙語：Aeroporto Internacional do Recife/Guararapes - Gilberto Freyre）是巴西伯南布哥州首府累西腓的国际机场，以出生于该城的已故人类学家吉尔贝托·弗雷雷命名。